# Palazzo Gritti (Cannaregio)
Palazzo Gritti o Gritti Dandolo è un palazzo di Venezia, ubicato nel sestiere di Cannaregio e affacciato sul Canal Grande tra Palazzo Memmo Martinengo Mandelli e Palazzo Correr Contarini Zorzi.

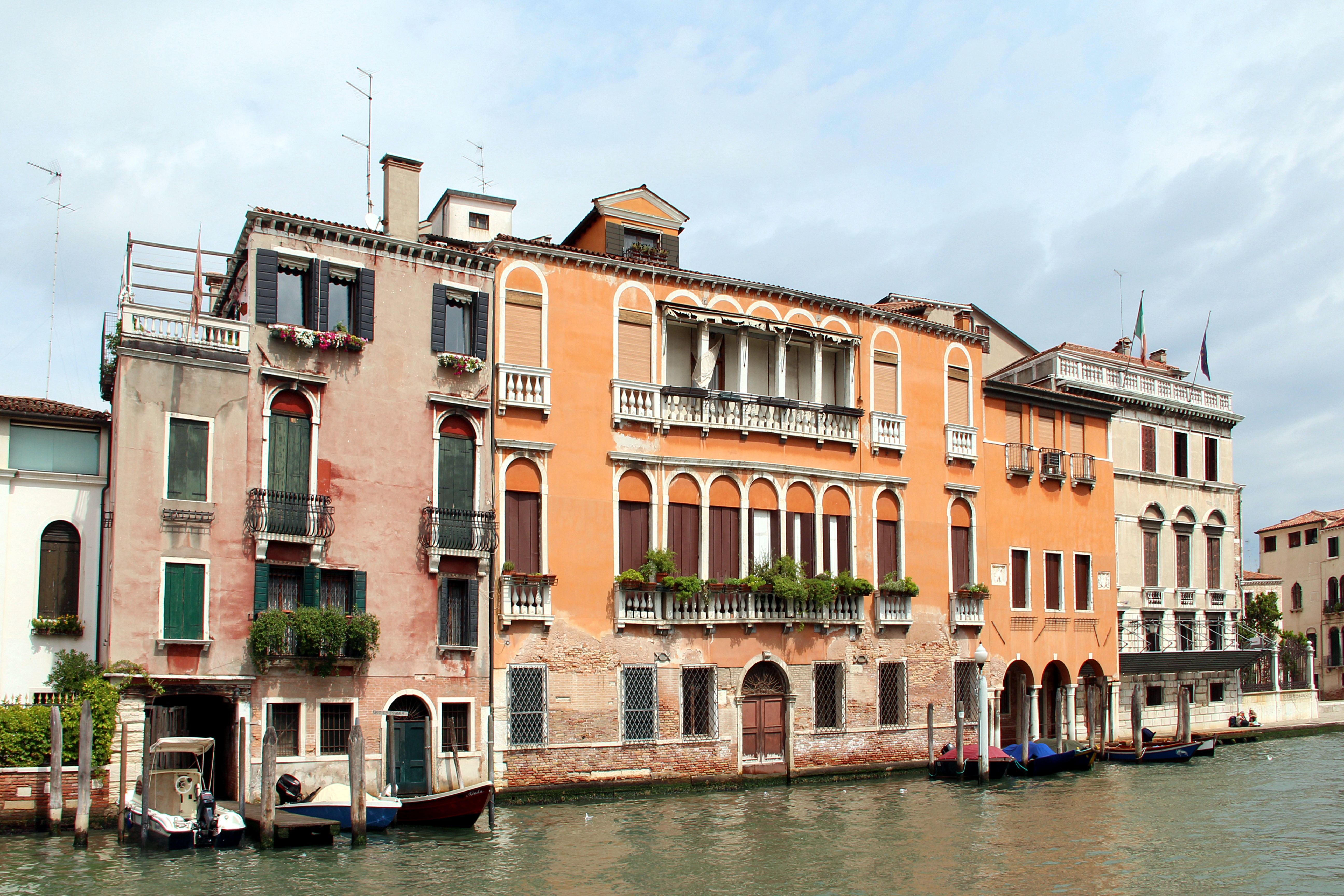
Il Palazzo Gritti o Gritti Dandolo, costruito nel Sestiere du Cannaregio sulla riva destra del Canal Grande.

## Storia
Di origine medievale, quando appariva con le classiche linee del gotico veneziano, Palazzo Gritti fu oggetto di una pesante ristrutturazione nel XVII secolo, quando ne fu modificata radicalmente la forometria, ma non le dimensioni.

## Descrizione
La facciata, che si compone di tre livelli, presenta, al pian terreno, un ampio portale a tutto sesto, con accesso diretto al canale.
I due piani nobili, aventi una strutturazione simmetrica, sono aperti da una coppia di monofore per lato, con al centro una pentafora; tali aperture sono tutte dotate di parapetti in pietra.
A destra del corpo principale, una palazzina minore pertiene al complesso di Palazzo Gritti: tre piani, con al pian terreno un portico sostenuto da colonnine; sulla facciata biancheggiano due bassorilievi, raffiguranti gli stemmi dei Gritti e dei Dandolo, che furono rispettivamente i nobili proprietari. Questo edificio minore, di origine cinquecentesca, deve la sua forma attuale ad una ricostruzione del XIX secolo.